# لاسلو فیدل
لاسلو فیدل (انگلیسی: László Fidel؛ زادهٔ ۲۹ ژوئن ۱۹۶۵) قایقران کانو اهل مجارستان است.